# Beretta 682
A Beretta 682 é uma espingarda de cano duplo, com canos sobrepostos, para competição. É fabricada, comercializada e distribuída pela Fabbrica d'Armi Pietro Beretta, em Gardone Val Trompia, Itália.
A 682 está disponível em diversas versões para tiro ao prato.